# Banks Reef
Banks Reef är ett rev i provinsen British Columbia i Kanada. Det ligger i Stilla havet söder om Brooks Peninsula på västra sidan av Vancouver Island. Revet är namngivet efter den engelske botanikern Joseph Banks.